# Aleksandr Kozlov
Pour les articles homonymes, voir Kozlov.
Aleksandr Sergueïevitch Kozlov, né le 19 mars 1993 à Moscou (Russie) et mort le 15 juillet 2022,, est un footballeur russe.